# Tirika tovi
Tirika tovi (Brotogeris jugularis) je druh papouška z čeledi papouškovitých, žijícího ve Střední a Jižní Americe. Je jedním z osmi druhů tiriků z rodu Brotogeris.

## Výskyt

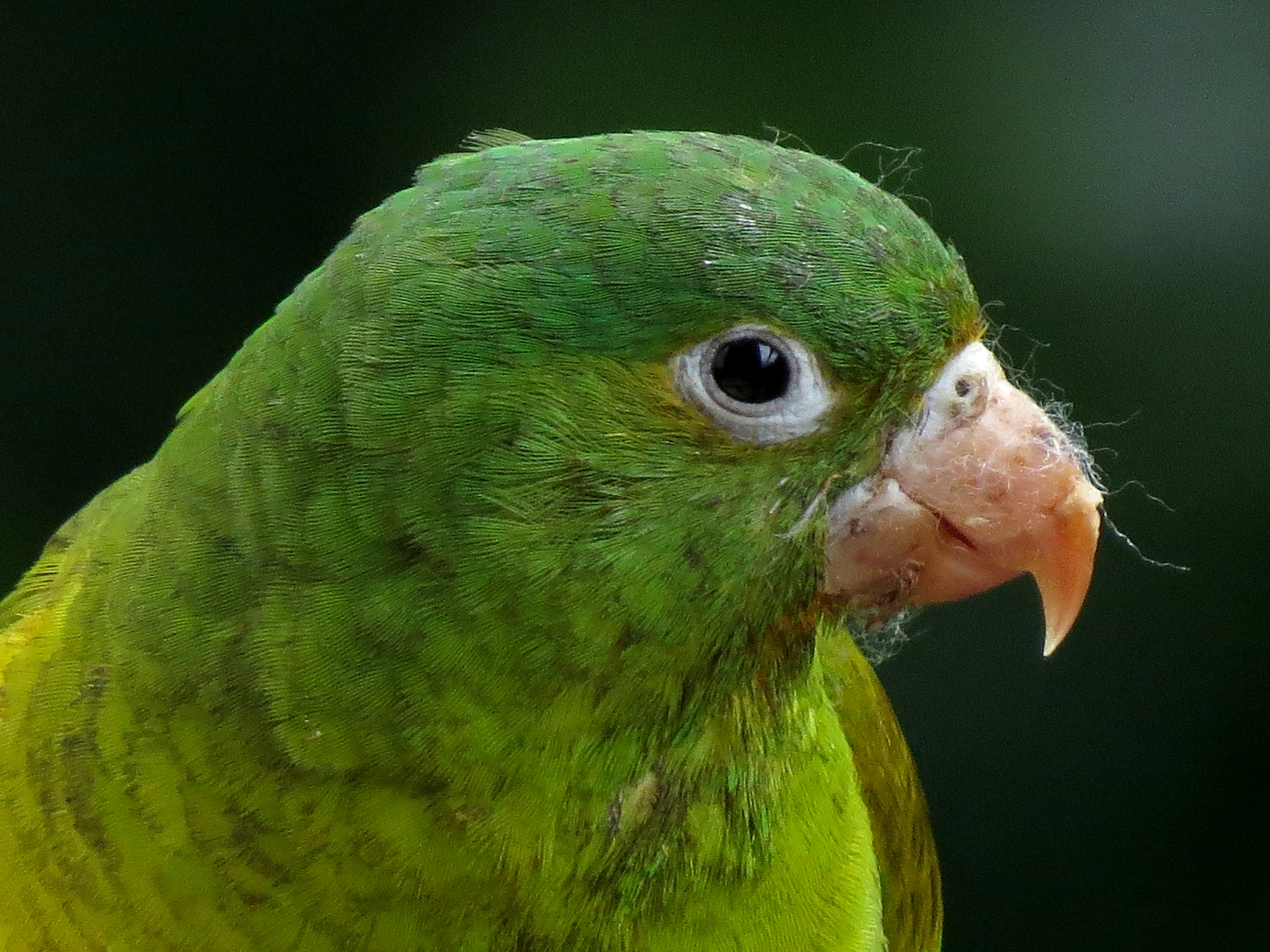
Detailní pohled na hlavu tiriky tovi

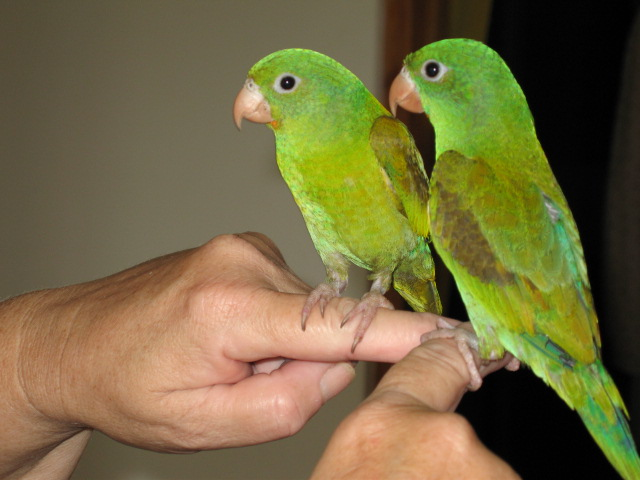
Dvojice tiriků tovi v zajetí

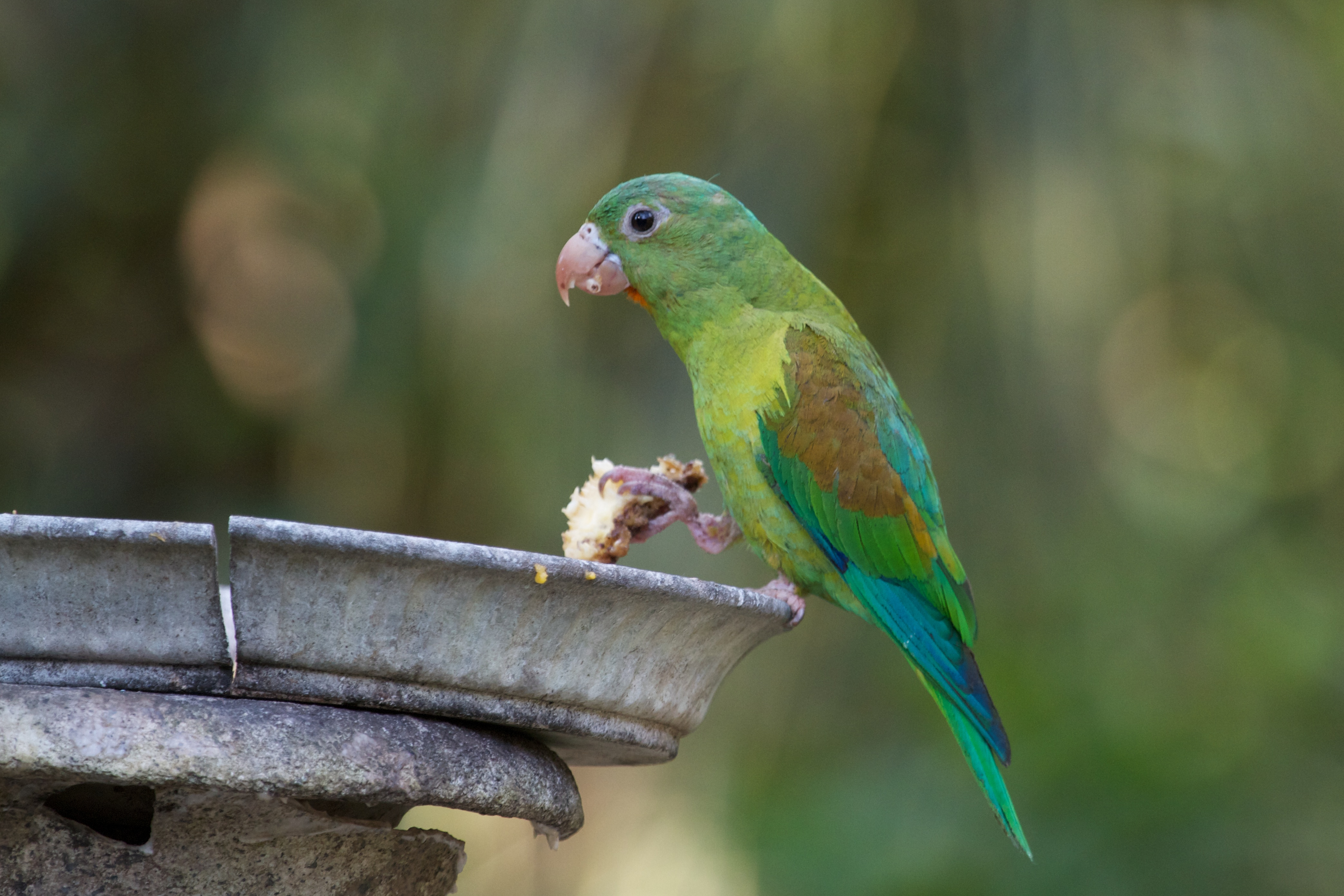
Tirika tovi při konzumaci potravy

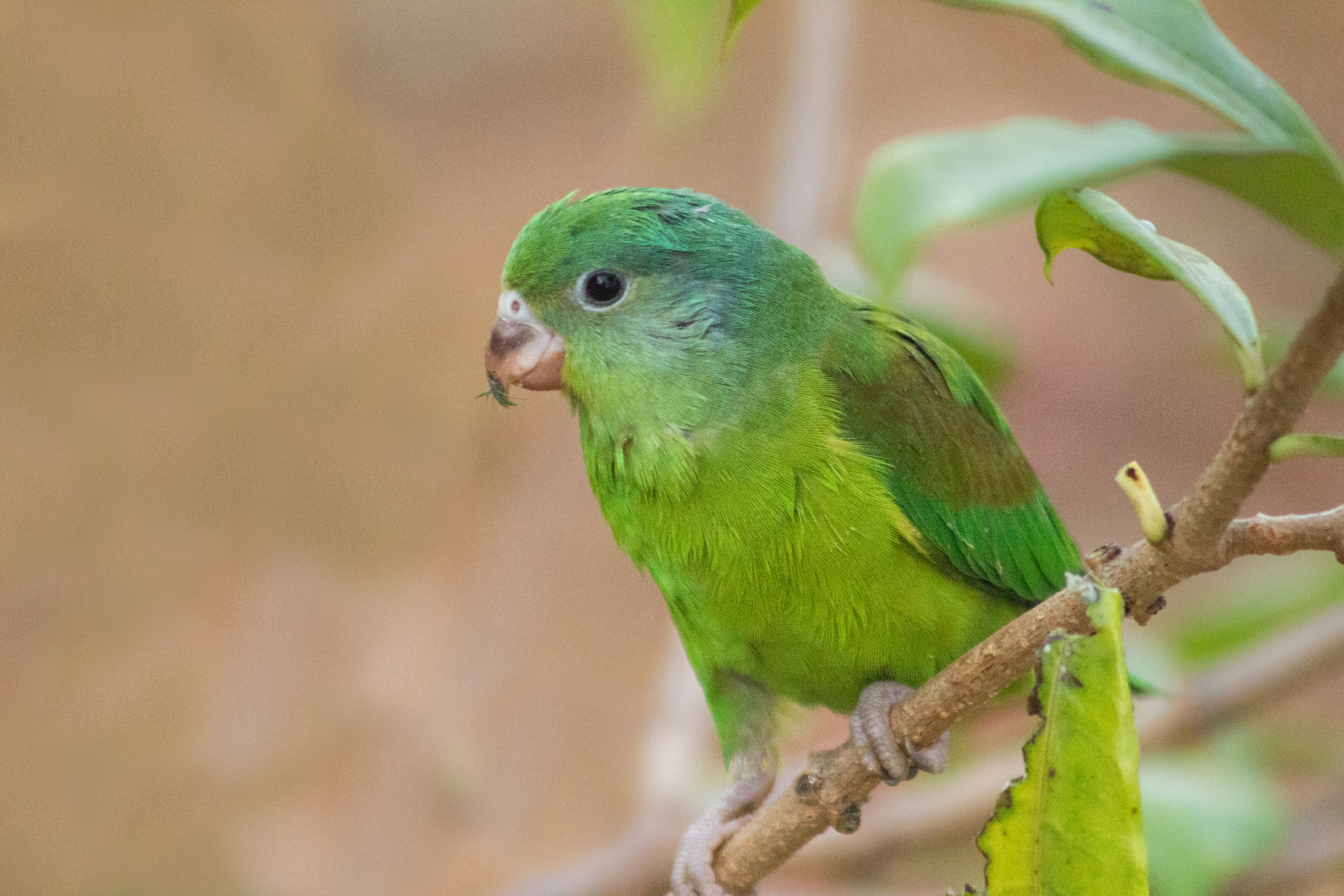
Tirika tovi sedící na větvi

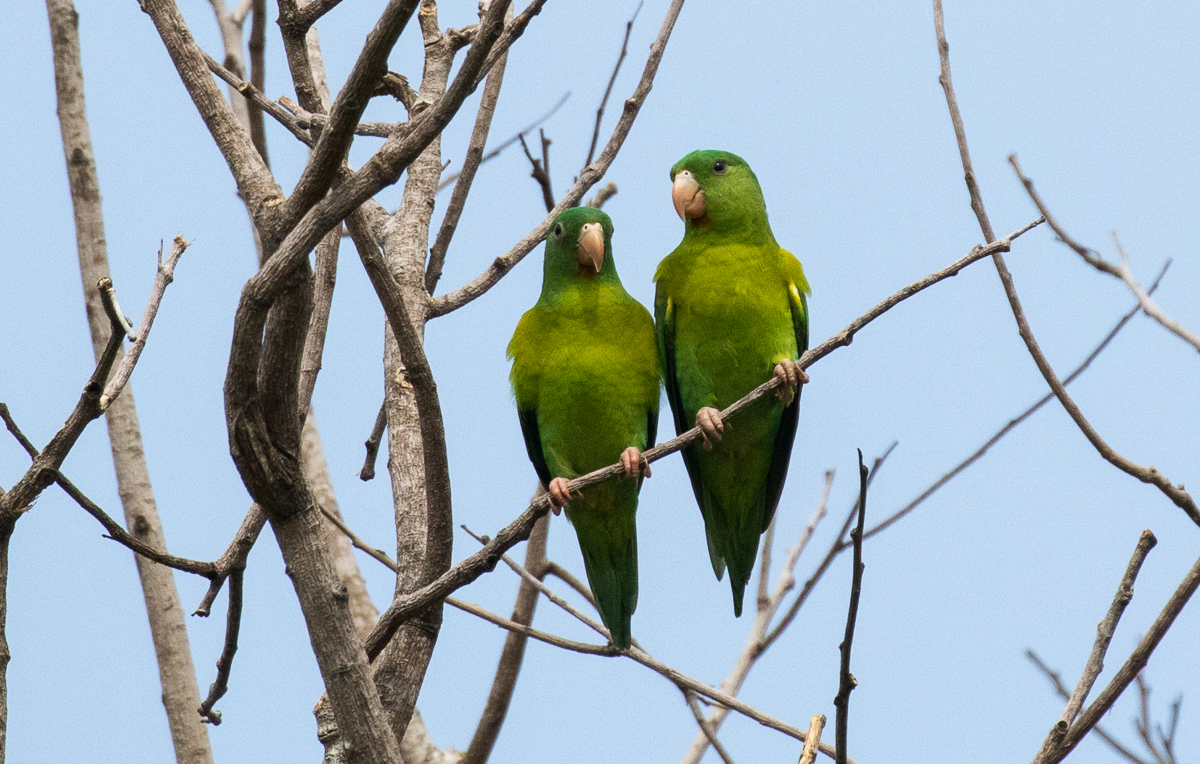
Dvojice tiriků tovi ve volné přírodě

Tirika tovi se poměrně hojně vyskytuje v tropických a subtropických suchých či vlhkých nížinných lesích, ve křovinách, travnatých krajinách, plantážích, ale i na zahradách a v městských parcích. Vyskytuje se v Guatemale, Hondurasu, Kolumbii, Kostarice, Mexiku, Nikarague, Panamě, Salvadoru a Venezuele.

## Popis
Tirika tovi je vysoký 17,5 cm a váží 53 až 65 g. Téměř celé jeho tělo je zbarveno světle zelenou barvou, kromě křídel, která jsou pestře zbarvena střídavě tmavě zelenou, hnědou a na zádech, na koncích křídel a na ocasu někdy i modrou barvou. Pod zobákem se nachází nepatrný oranžový bod. Zobák, ozobí a běháky jsou růžové, kolem černého oka bez výrazné duhovky je viditelný růžový oční kroužek.

## Poddruhy
Tirika tovi se dělí na dva poddruhy:
- Brotogeris jugularis exsul – tirika tovi větší
- Brotogeris jugularis jugularis – tirika tovi menší

## Chování
Tirika tovi je společenský papoušek a jednotlivé páry si mezi sebou ve volné přírodě tvoří silná vztahová pouta.

## Rozmnožování
Tirikové tovi se páří od ledna do března. Samice snese do stromové dutiny čtyři až šest bílých vajec. Samice na nich sedí 26 dní, než se z nich vylíhnou mláďata. Ta po 42 dnech opouštějí hnízdo.

## Potrava
Ve volné přírodě se tirikové tovi živí nektarem, květy, semeny a ovocem. V zajetí, kde se spíše vyskytuje vzácně, potravu tvoří podobně jako u jiných druhů tiriků ovoce, zelenina a různá semena a luštěniny.

## Chov
Ačkoliv tirika tovi není ohroženým druhem a je klasifikován jako málo dotčený taxon, není v zajetí příliš běžný. Je schopen se naučit napodobovat různé zvuky, včetně lidské řeči. Je poměrně plachý, ale k jiným menším druhům papoušků je schopen se chovat agresivně.